# Герлах II фон Бюдинген
Герлах II фон Бюдинген (на немски: Gerlach II von Büdingen; * ок. 1157, Бюдинген; † 1245/1247) е господар на Бюдинген във Ветерау, бургграф на Гелнхаузен, споменат от 1207 допреди 1247 г.

## Биография
Той е син на Хартман фон Бюдинген († сл. 5 декември 1195) и внук на Герлах I фон Бюдинген († сл. 1147).
Със смъртта на Герлах II след 1240 и преди 1247 г. фамилията на господарите на Бюдинген измира по мъжка линия. Наследен е от зетовете му, господарите фон Хоенлое-Браунек, фон Изенбург-Кемпених, фон Тримберг, фон Бройберг и фон Изенбург.
Герлах II е споменат за последен път в документ от 20 септември 1240 г.

## Фамилия
Герлах II се жени за Мехтхилд фон Цигенхайн († сл. 18 септември 1229), дъщеря на граф Рудолф II фон Цигенхайн. Те имат четири дъщери:
- Петриса (* ок. 1194; † сл. 1249), омъжена ок. 1223 г. за Конрад фон Хоенлое-Браунек-Романя († 1249)
- Мехтхилд († 1274), омъжена пр. 1239 г. за Еберхард фон Бройберг († 1286)
- Луитгард († сл. 1257), омъжена пр. 1247 г. за Албрехт фон Тримберг († сл. 7 октомври 1261)
- Кунигунда (Концея) фон Бюдинген († сл. 1248), омъжена за Роземан фон Изенбург-Кемпених († сл. 1264), син на Ремболд фон Изенбург-Кемпених

От втори брак той има дъщеря:
- Хайлвиг/Хедвиг, омъжена за Лудвиг фон Изенбург-Клееберг-Бюдинген († ок. 1304)